# Bandaska

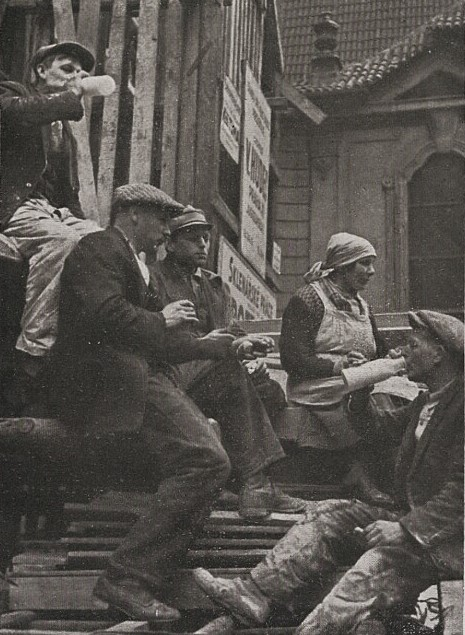
Pražští dělníci s bandaskami (foto Světozor 1935)

Bandaska je válcová plechová nádoba se zúženým hrdlem sloužící k přenášení tekutin. Je opatřena pokličkou (víkem). 

## Původ slova
Jazykovědci vysvětlují původ slova bandaska od výrazu baňka.

## Materiál
Na přelomu 19. a 20. století se jako bandasky označovaly nejen kovové nádoby, ale i bandasky dřevěné či hliněné. Před rozšířením dnešních termosek umožňovaly některé bandasky vložení ledu, který zpomaloval změny v tekutině (zejména zkysnutí mléka).
Současná bandaska může být vyrobena z ocele nebo slitin hliníku. Ocelové bandasky jsou vyrobeny z nerezové oceli nebo jsou chráněny proti korozi smaltováním. Pro snadné přenášení a úchop je vybavena uchem zhotoveným ze silnějšího drátu s dřevěným  držadlem.

## Užití
V minulosti bandasku používali například dělníci nebo horníci, kteří si v bandaskách z domova do svého zaměstnání nosívali nápoje. Bandaska se tak stala častým atributem předválečného proletáře v propagačních komunistických textech.
Bandaska se používá pro přenášení jakékoliv tekutiny, např. čepovaného piva nebo volně prodávaného mléka. V případě potřeby ji lze zavěsit.

## Galerie

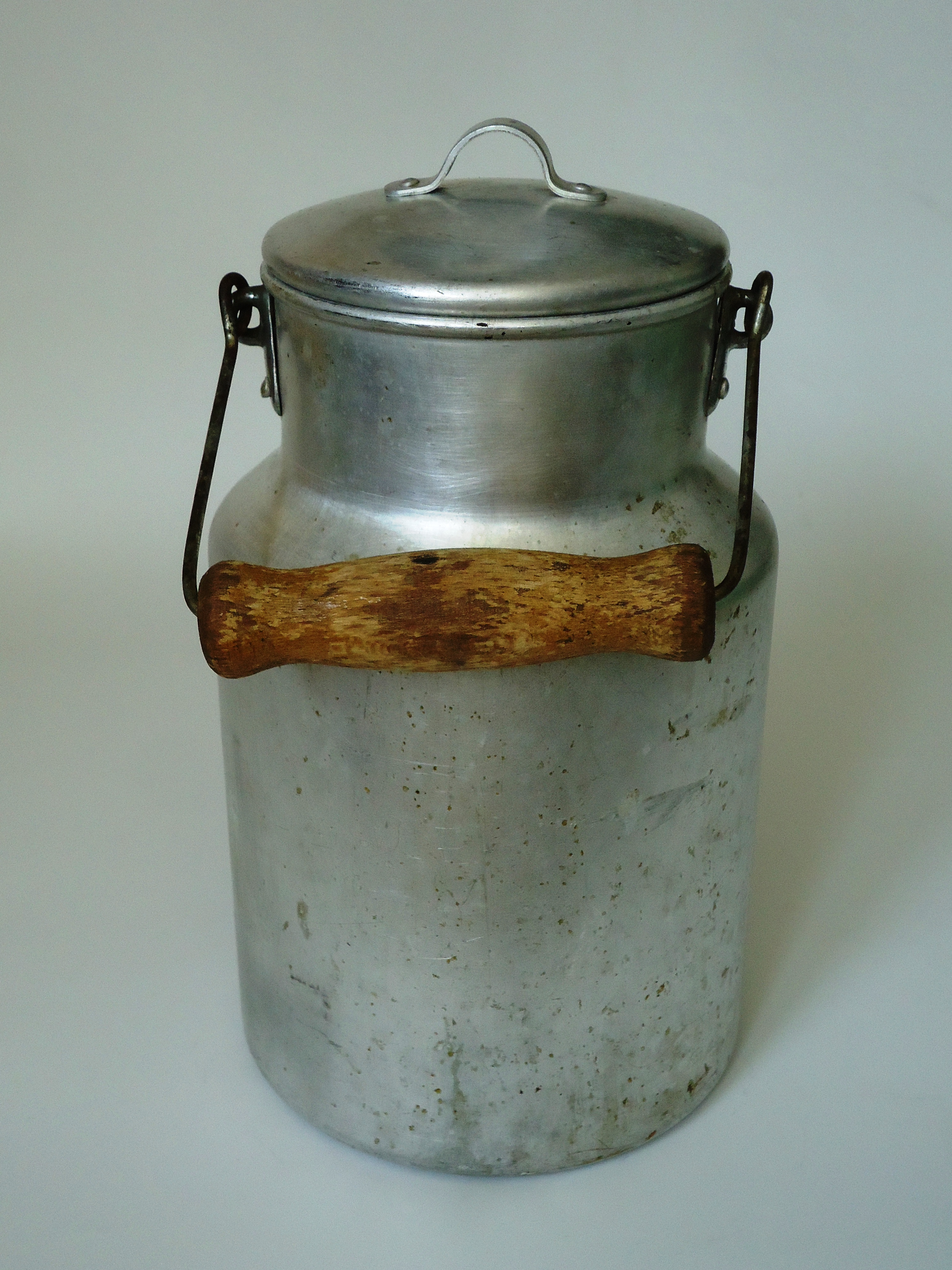
bandaska hliníková s pokličkou a dřevěným držadlem
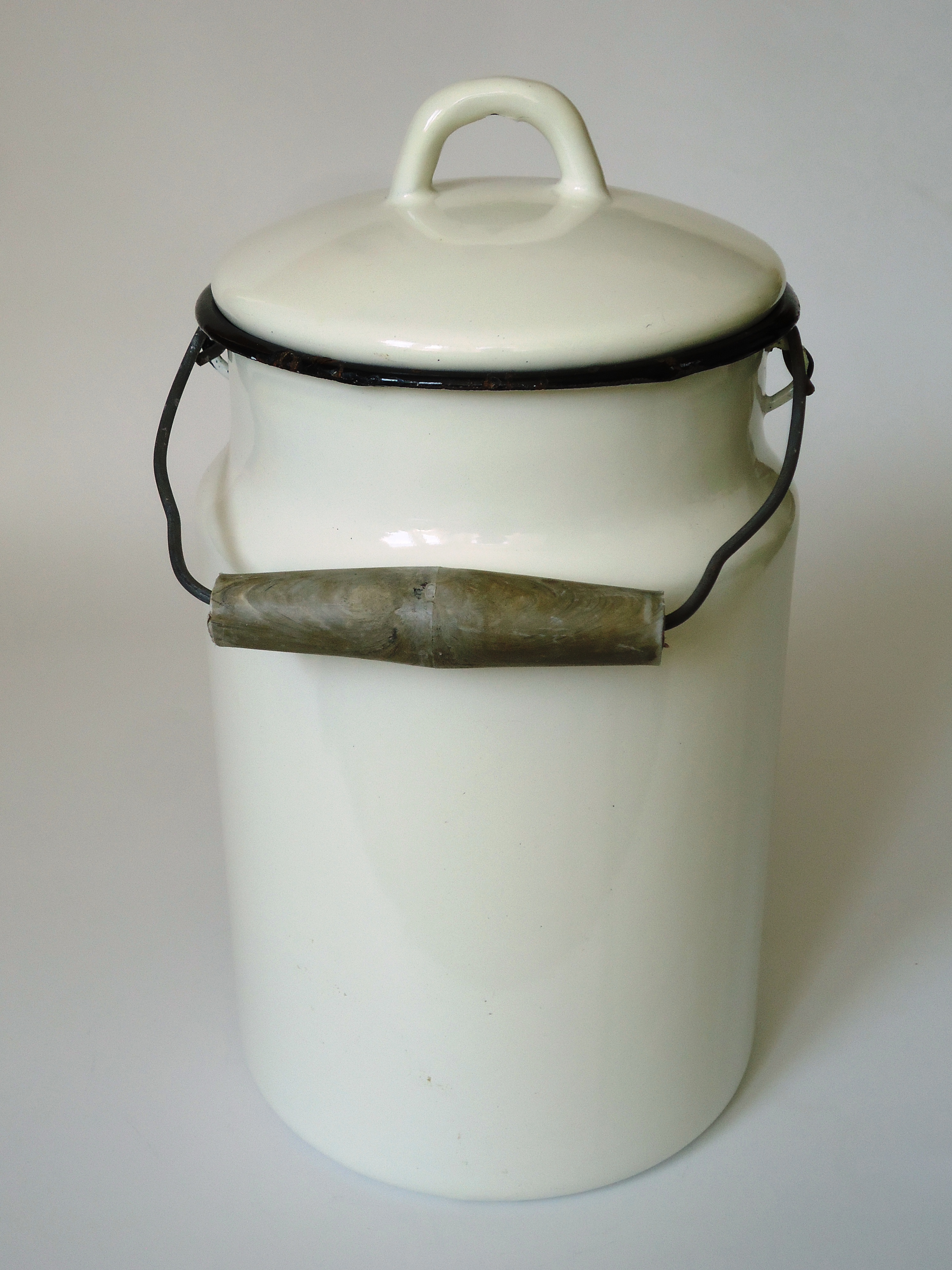
bandaska smaltovaná s pokličkou a držadlem z umělé hmoty
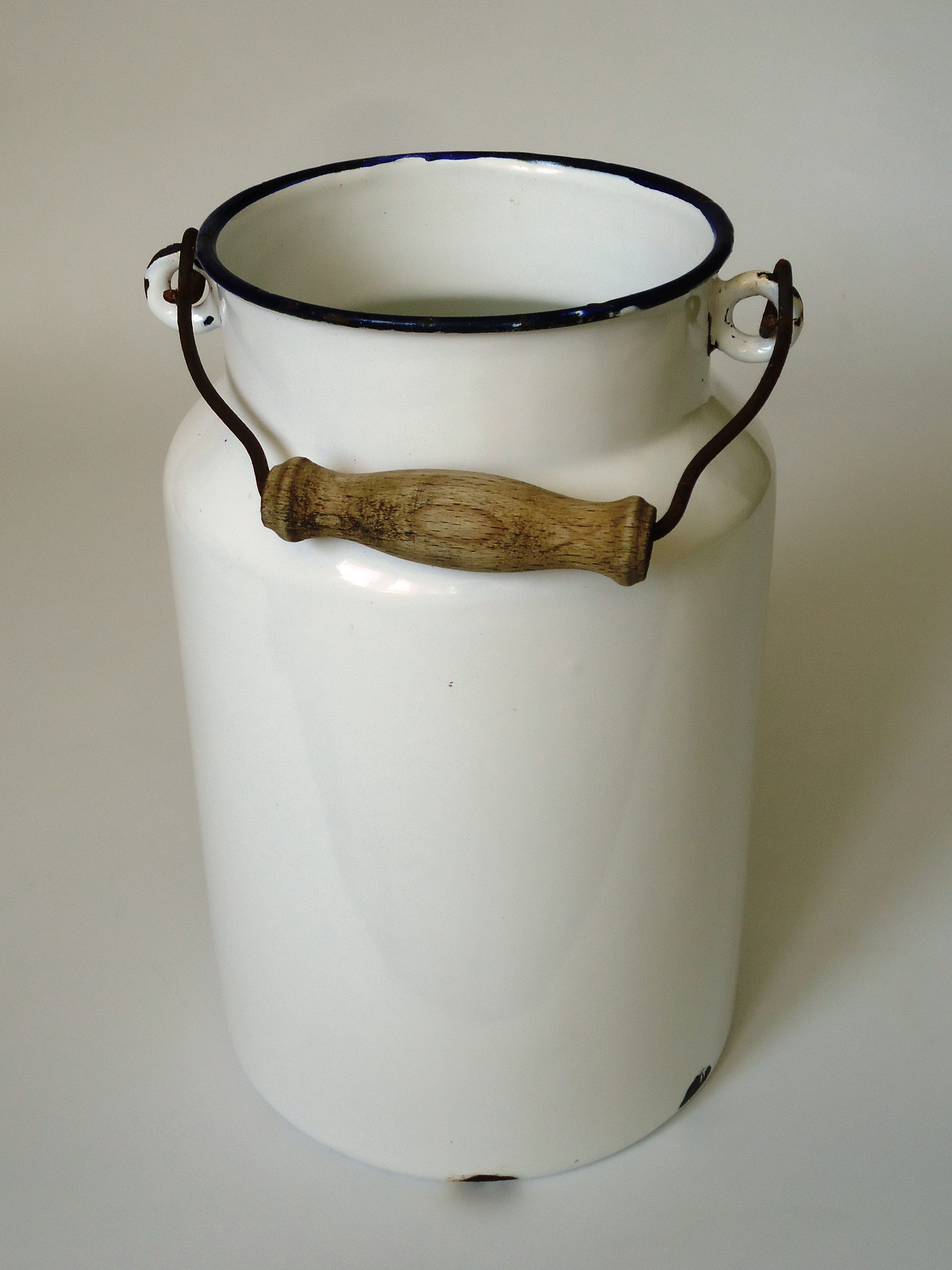
bandaska smaltovaná bez pokličky s dřevěným držadlem